# Access All Areas
Access All Areas är metalgruppen Axxis första livealbum och utgavs 1991.

## Låtlista
1. "Kingdom of the Night" - 4:12
2. "Trash in Tibet" (instrumental) - 4:17
3. "Little Look Back" - 3:43
4. "Touch the Rainbow" - 3:30
5. "Face to Face" - 6:01
6. "Tears of the Trees" - 3:48
7. "Ships Are Sailing" - 3:48
8. "Living in a World" - 3:54
9. "Save Me" - 4:06
10. "Fire and Ice" - 3:49
11. "Back to the Wall" - 3:46